# Hån
| Hån (Hånande) |
| --- |
| Fingret, en gest som uttrycker hånfullhet. - Betydelse – förlöjligande och nedvärderande kritik - Syfte – sarkasm, ironi, provokation - Exempel – "fingret", markera avhuggen hals, moona |

För andra betydelser, se Hån (olika betydelser).
Hån eller hånande är en förlöjligande kritik av någon eller något. Det är ett illvillig uttalande, framkastat med hög eller låg röst och ofta med en sarkastisk eller ironisk ton. Hånandet (handlandet) eller hånet (handlingens innehåll) kan även göras som en anmärkning, gest eller förolämpning, och syftet är att demoralisera eller förarga mottagaren. Ofta kan hånandet utföras som en provokation, för att få mottagaren ur fattningen och sin tur svara med en tanklös handling.

## Funktion och liknelser
Hånandet är besläktat med retandet, och i likhet med denna kan ett offentligt hån ses som en förödmjukelse. Retandet är direkt kopplat till en vilja att uppväcka en reaktion (jämför retning), medan hånet är tydligare relaterat till förödmjukelsen i sig. Hånet kan vara resultatet av ett förakt för en person eller en företeelse.
Hånet kan fungera som del av en kamp om social status, där den hånande gärna tar över en del av den hånades kulturella kapital. Den hånade kan svara genom liknande uttalanden eller handlingar, genom fysiska utfall eller upphetsat språk.

## Gester
Olika typer av gester kan användas eller tolkas som hån. Detta kan inkluderar gester med ögon, händer, fingrar, huvudet eller andra kroppsdelar. Nedan listas några typer av hånande gester, varav många är fingertecken:

### Akanbe
I Japan är akanbe ett hån som utförs med finger och öga. Med ett finger drar man ner det undre ögonlocket för att blotta den röda slemhinnan. Gesten kombineras oftast med en utsträckt tunga.

### Ge "fingret"
"Fingret", ett uppsträckt långfinger med handen riktad emot någon, är i många kulturer en starkt hånande gest.

### "Grengrepp"
Att greppa om sin egen gren görs i princip endast av män. Det utförs genom att man greppar om penis och pung och lyfter upp "paketet" något.

### Knuten näve
En knuten näve på en uppsträckt arm används som en symbol på trots i ett antal olika sammanhang. Gesten antas i regel vara fientligt uttryckt.

### "Skära-av-halsen"-gest

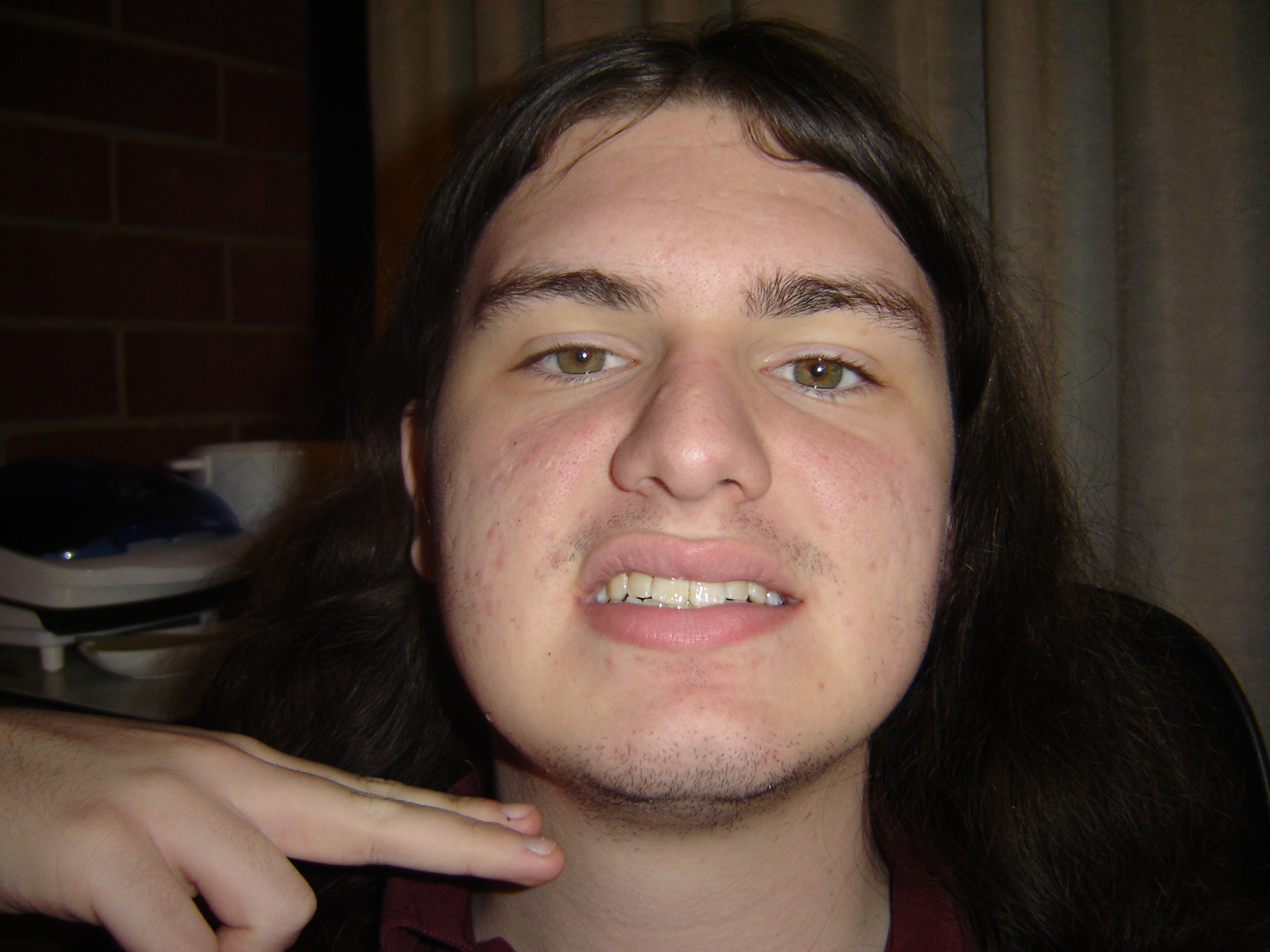
"Skära-av-halsen"-gest.

Att dra hand eller finger tvärs över sin egen hals symboliserar avskärandet av en hals. Det markerar att något eller någon är så usel att det/-n borde avskaffas eller stoppas.

### Utsträckt tunga
Att räcka ut tungan fungerar ofta som en förolämpande gest. Den figurerar i den betydelsen redan i Gamla testamentet.

## Ord och etymologi
Ordet hån finns i svensk skrift sedan yngre fornsvensk tid, ursprungligen stavat haan. Det är hämtat från lågtyskans hon med samma betydelse och besläktat med det svenska häda. Ordets grundstam hån- finns även i sammansättningar som hånflin, hånleende och hånskratt, vilka alla antyder ett hånande i en överlägset sarkastisk eller ironisk stil.